# 道の駅坂東
道の駅坂東（みちのえきばんどう）（仮称）は、茨城県坂東市弓田で計画されている、市道および首都圏中央連絡自動車道（圏央道）沿いに整備予定の地域利便施設。
2008年（平成20年）、当時の市長石塚仁太郎により道の駅整備の検討が始められ、2014年（平成26年）以降は圏央道の坂東パーキングエリア（計画中）に隣接して設置するとして具体的な検討が行われてきた。その後2017年（平成29年）の市長選挙で整備を推進していた現職の吉原英一が落選したことにより一時は建設中止に傾きかけたものの、現時点においては2022年 - 2024年（令和4年 - 令和6年）頃に予定される圏央道の4車線化にあわせハイウェイオアシスとして設置する見通しである。

## 概要
圏央道に設置計画中の坂東パーキングエリアの内回り側（久喜白岡ジャンクション方面側）敷地に隣接する形での建設が計画されており、その位置は市役所のある坂東市中心街から約4km北側、圏央道坂東インターチェンジから約2kmの地点にあたる。一般道路の休憩設備や防災設備に加え、坂東市の農産物・観光資源情報を提供する窓口の機能を持たせることで、市民間や圏央道の利用者に訴求し坂東市の知名度向上に繋げることを狙いとしている。

## 歴史

### 計画・事業の進展

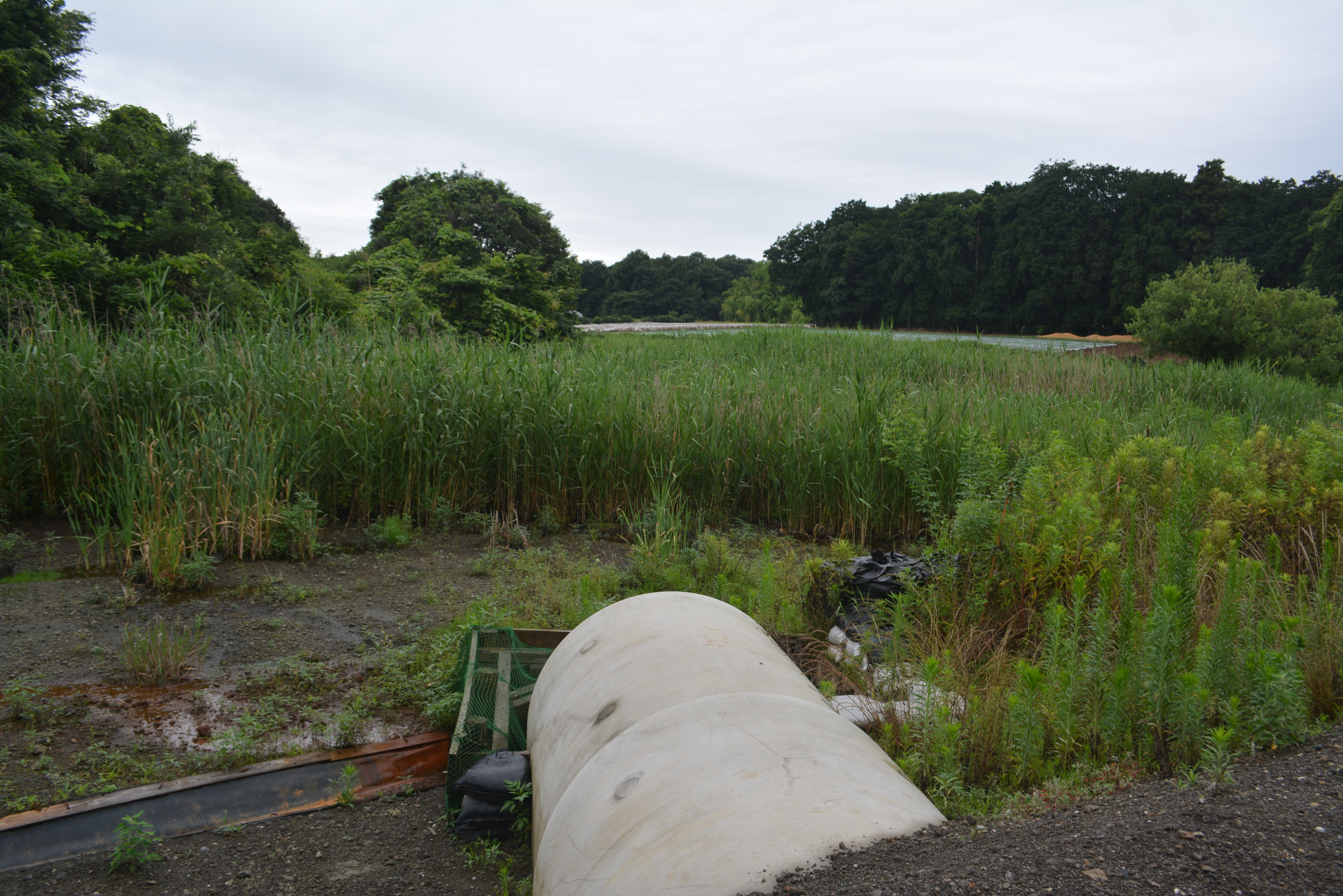
事業計画に盛り込まれている調整池の予定地

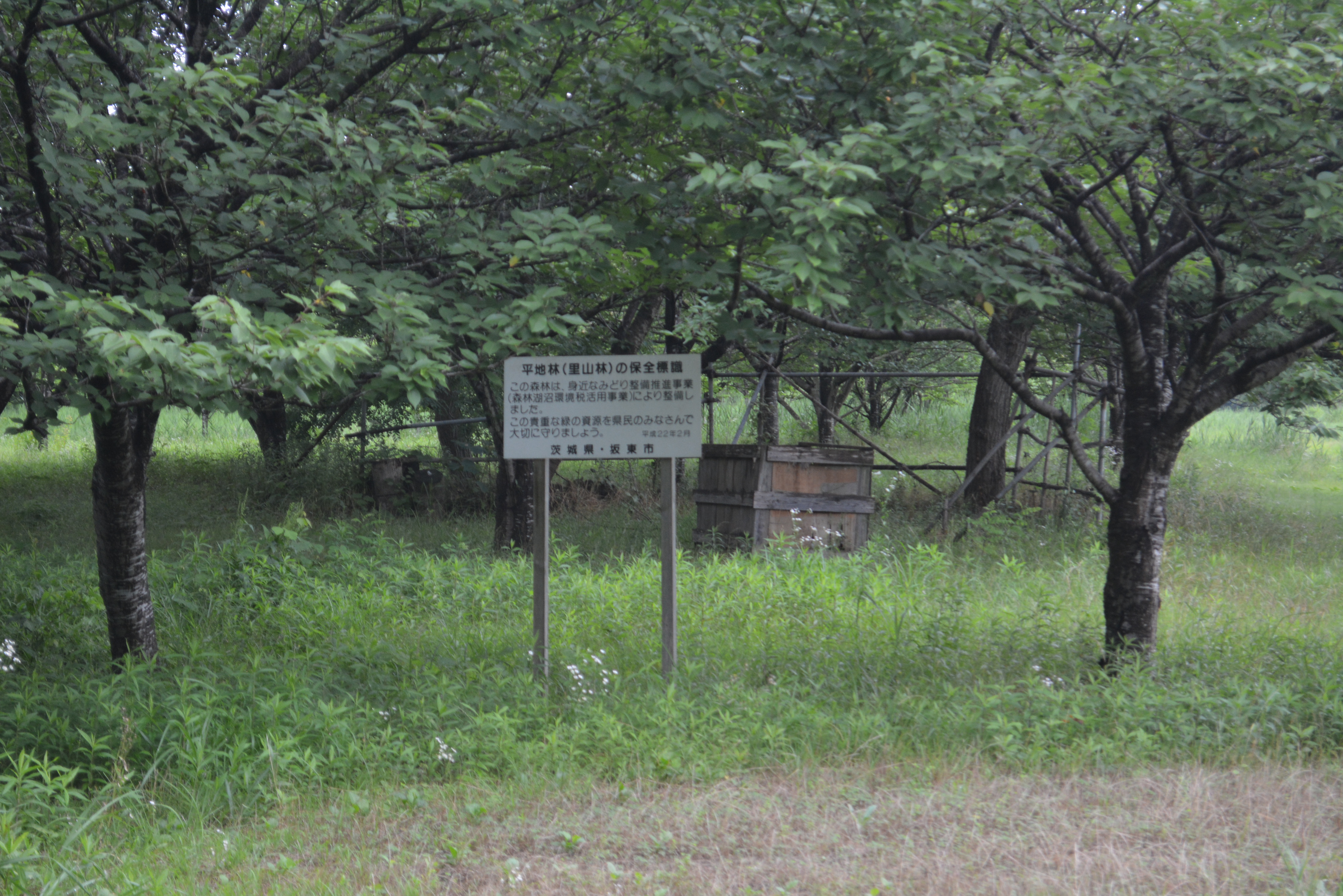
事業予定地に含まれているさくらの里山。[https://mapps.gsi.go.jp/contentsImageDisplay.do?specificationId=1015503&isDetail=true この場所の1980年当時撮影の航空写真では、ゴルフ場に隣接した現さくらの里山付近（写真中央）に人為的な改変がみられる(国土地理院地図・空中写真閲覧サービス)

2008年（平成20年）の坂東市議会定例会において、当時の石塚仁太郎市長が道の駅設置計画の検討に入りたい旨の答弁を行った。2014年（平成26年）9月11日には当時の吉原英一市長が、国土交通省から圏央道のパーキングエリアの候補地を坂東市弓田に決定したとの連絡があった旨を回答。パーキングエリアの誘致に当たっては、最終的につくば市・常総市・境町の協力を得て候補を一本化した旨の答弁もなされている。
2015年（平成27年）になると計画執行に向け予算面での進展も見られた。まず3月3日には市議会定例会で、道の駅の基本計画策定委託料として300万円を計上した新年度一般会計予算案が承認。次いで6月3日の市議会定例会では、道の駅の整備事業の経費として1,900万円を計上した一般会計補正予算案が承認された。しかし2015年度中に開通予定であった境古河IC - つくば中央IC間は地盤沈下により開通が翌年度にずれ込む見通しとなり、開通後の交通量を道の駅開設の検討材料とする予定であった市は困惑することとなった。
2016年（平成28年）7月11日、道の駅事業に関する諮問・提言機関として「坂東市道の駅整備運営方針諮問委員会」が設置され、7月25日に第1回目の会議が開催された。2017年（平成29年）3月の第4回会議時点では、2018年（平成30年）3月ごろまでの計9回の会議により、道の駅整備運営方針に対する意見を示すことになっていた。
2016年（平成28年）9月、市議会定例会において、（仮称）道の駅坂東整備事業に要する経費として事業予定地の測量調査等の費用1,970万円を追加した補正予算承認。また、道の駅事業の進捗に伴う事業用地、坂東市弓田字三ツ又1253番ほか57筆、合計9万274㎡の土地を取得する議案は可決、道の駅坂東整備事業に要する経費3,574万6,000円などの補正予算案は否決。同月には坂東市道の運営方針駅諮問委員会の第2回会議が開かれ、道の駅の予定区域図が示された。
同年12月の市議会定例会答弁では、道の駅に設置する施設として一般の道の駅の機能に加え、農産物直売所や地産レストランなどの地域振興施設、公園、調整池などの整備について言及がなされた。また建設予定地内に元からある「さくらの里山」を極力残したいという方針も表明された。一方で建設予定地の一部に旧・岩井市が一般廃棄物最終処分場として使用していた土地があることにも言及された。この定例会ではほかにもさまざまな市の投資事業について経緯を問う質問が相次いだが、いずれも充分な説明がなかったとして、13日に百条委員会の設置動議が提出され、可決された。百条委員会は26日に第一回委員会を開き、調査を開始した。
2017年（平成29年）3月、吉原市長は市議会定例会において答弁し、予定地には市内のモールを解体した際の廃棄物が埋められており、処置について東日本高速道路（NEXCO東日本）や国土交通省と調整中であること、農産物販売以外の集客施設についても住民の意見を聴取しつつ検討中であることを挙げ、総事業費については回答しにくい部分があるとした。（仮称）道の駅坂東整備事業に要する経費2億5,831万3,000円を計上した平成29年度予算は可決される。

### 市長交代による紆余曲折
2017年（平成29年）4月2日に行われた坂東市長選挙では、道の駅計画を推進していた現職の吉原英一が落選。新市長には道の駅の運営面に疑問を呈していた木村敏文が選出された。百条委員会が調査を開始したことも木村の当選を後押しした。同年5月15日の市議会臨時会において、予定地に埋設された産業廃棄物の撤去費用と道の駅自体の設置費用に多額の予算がかかることから、「坂東市における道の駅整備中止を求める決議」（議員提出議案第3号）が全会一致で原案通り可決された。
しかし、2017年9月の百条委員会の最終報告で、道の駅予定地のうち半分以上の用地が既に取得済みであることから最善の方法で進めるべきであるとの意見が表明され、「道の駅」の名称にこだわらず地域利便施設の設置を検討することとなった。坂東市は国土交通省関東地方整備局・茨城県・東日本高速道路との四者で「坂東パーキングエリア（仮称）調整会議」を行い、2019年6月にパーキングエリアおよび地域利便施設の整備方針を決定した。
2019年度予算案では残りの用地の取得費や造成費用など約7000万円の予算が計上された。さらに同年9月の補正予算では、地域利便施設の敷地面積を96,759平方メートルに拡張するために、追加の用地取得費として1880万円を計上した。
2023年3月、茨城県・日本高速道路保有・債務返済機構などと地域利便施設をハイウェイオアシスとして整備するための協議会を設立した。

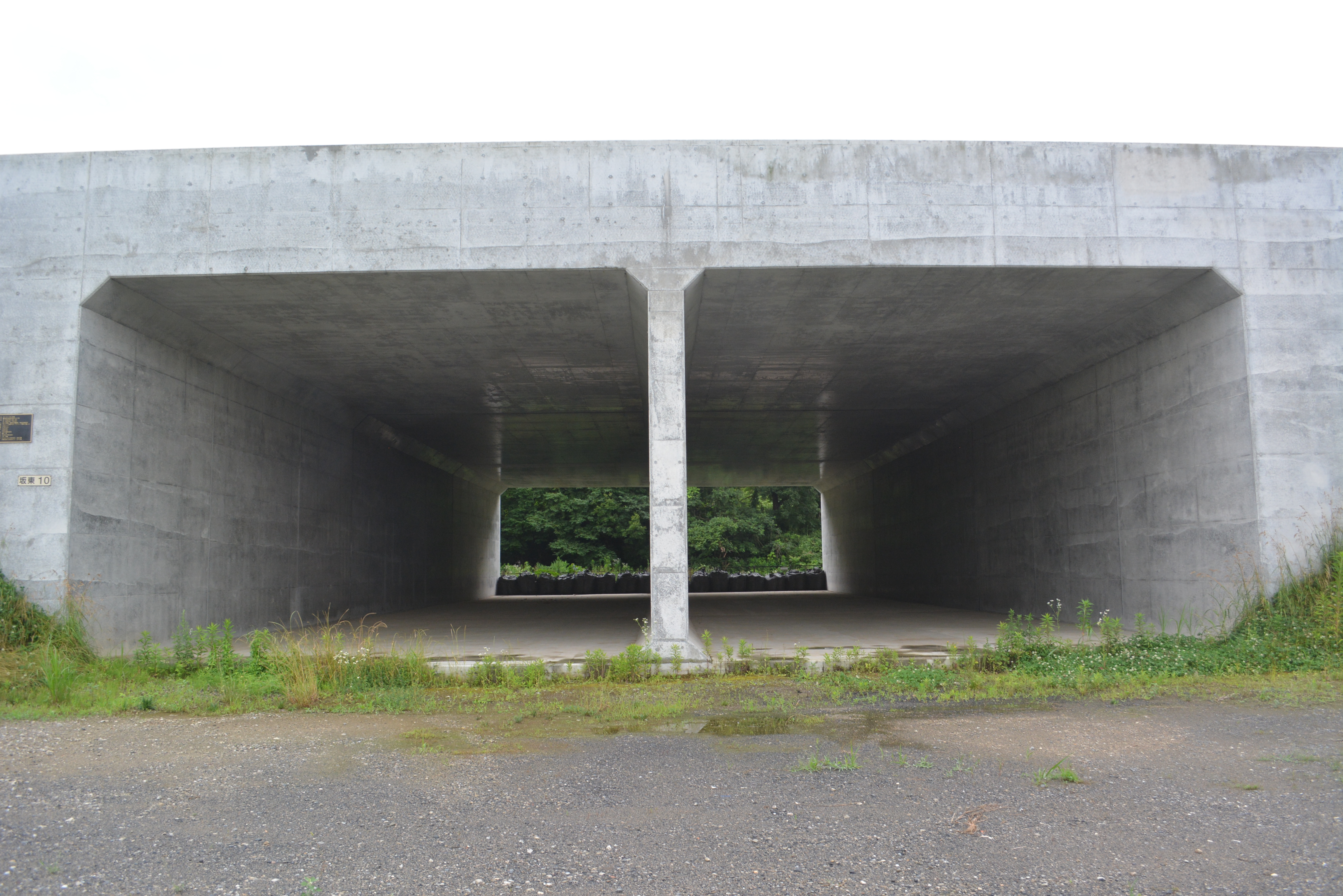
道の駅予定地に隣接した圏央道にある使われていないボックスカルバート
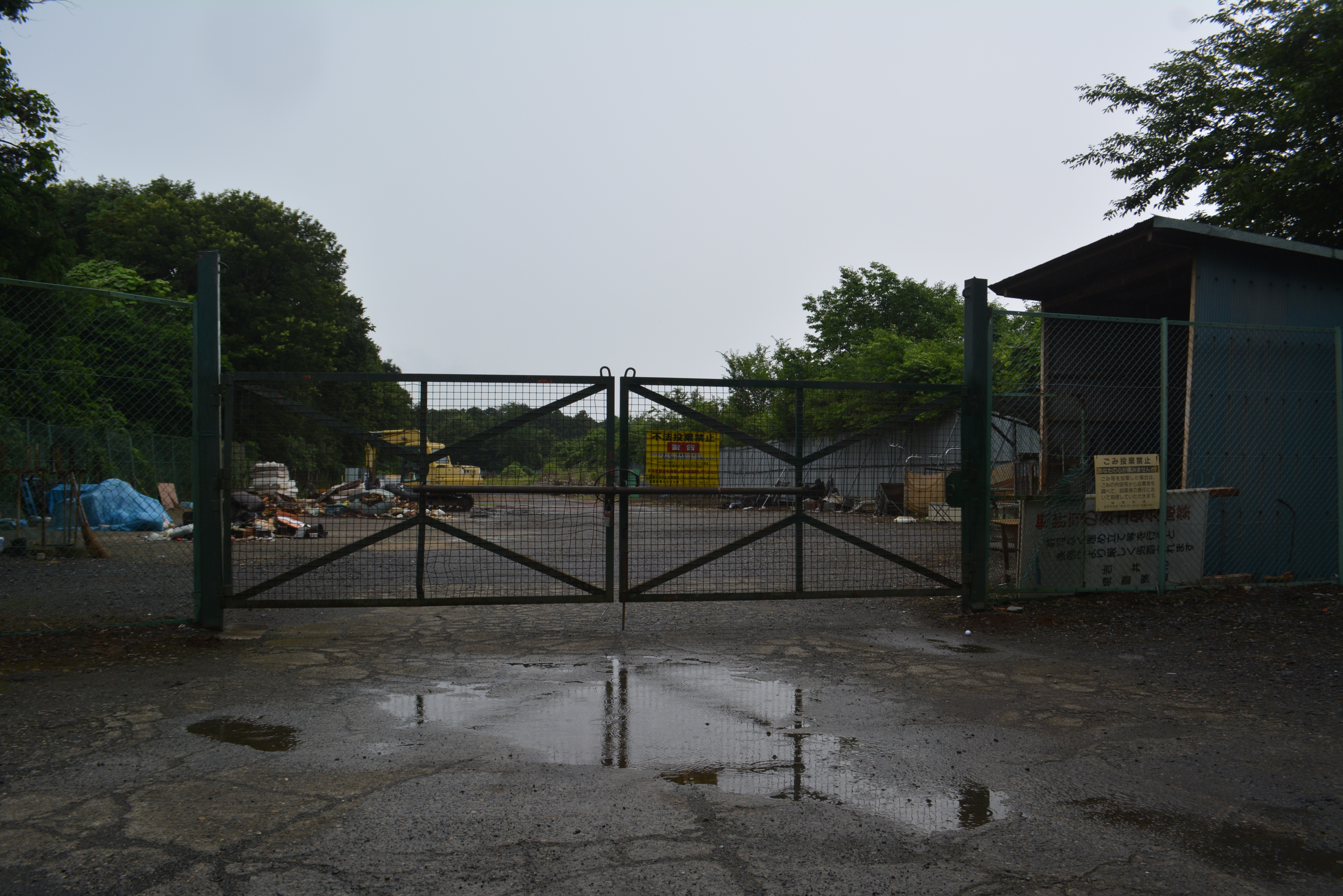
さくらの里山隣の施設

## 施設
2019年に合意した整備方針では、下記の3つの機能を備えた施設を設置するとしている。
- 情報発信機能 - 坂東市・茨城県の地域振興や定住化につながる地域の魅力（歴史・文化・特産品）を発信する施設
- 防災機能 - 地域住民や道路利用者が災害時に利用する防災拠点となる施設（ヘリポート・備蓄倉庫など）
- 休憩機能 - トイレや物販施設等を含む休憩施設

なお、2017年時点では下記のような施設を計画していた。
- 駐車場
- トイレ
- 休憩所
- 情報コーナー・地域交流スペース
- フードコート
  - 地場産品を用いた品目の提供を予定
- 坂東市ブランド創造機能
  - 農産物直売所などが含まれる
- イベント広場
- 多目的室
- 防災機能
  - 受水槽、小型自家発電装置、災害用井戸、太陽光発電施設を配備
- 支援活動機能
  - 防災倉庫などの災害時用備品保管庫、ヘリポートなどの設置を計画
- 平将門に関するブース
  - 坂東市ゆかりの人物である平将門に関する歴史紹介コーナー、体験コーナー、ツアーデスクなど

## 予定されるアクセス
- 市道弓馬田638号線（今後整備予定）
- 首都圏中央連絡自動車道

## 駅周辺
- 坂東インターチェンジ